# Кара-Коба (село)
Кара́-Коба́ (крим. Qara Qoba) — зникле село в Бахчисарайському районі міста Автономною Республіки Крим.
Знаходилося в однойменній долині приблизно за 5 км на північний захід від села Шулю (Тернівка).

## Історія
За описом Петера-Симона Палласа 1794 року, у праці «Спостереження, зроблені під час подорожі південними намісництвами Російської держави»
…село Мармора, колись населене греками і тепер покинуте… …у скелі звану Чаплак-кая, в уступі якої видовбані келії ченців, подібні з інкерманськими, відомі тут під назвою Кара-коба, потім — під ім'ям Шулдан…
Кара-Коба знаходилася, можливо, на місці давнього грецького селища Мармара, але точної топографічної прив'язки останнього не існує. Бертьє-Делагард відзначав у селі залишки церкви, а Кеппен прив'язував до Кара-Кобе стародавнє селище Байкермен. Вперше зустрічається в податкових відомостях 1634, як селище Куба, куди переселялися жителі Біюк-Сюрені, піддані турецького султана.
У новий час поселення Кара-Коба вперше зустрічається на верстівці Криму 1890 року. За Статистичним довідником Таврійської губернії. Ч.II-я. Статистичний нарис, випуск шостий Сімферопольський повіт, 1915 рік, на хуторі Кара-Коба-Мартинівка Каралезької волості Сімферопольського повіту, було 10 дворів зі змішаним населенням у кількості 57 «сторонніх» мешканців. У загальному володінні було 547 десятин зручної землі та 104 десятини незручностей, всі двори із землею. У господарствах було 23 коня, 15 корови, 17 телят і лошат.
Після встановлення окупації у 1920 році Криму більшовиками була скасована волосна система і, 15 грудня 1920 року, було виділено Севастопольський повіт. 23 січня 1921 року (за іншими даними 21 січня), було створено Балаклавський район, і в його склад увійшла Кара-Коба. Після утворення 18 жовтня 1921 року Кримської АРСР повіти були перетворені на округи (за іншими даними в 1922) і у складі Севастопольського округу виділили Чоргунський район, до якого увійшла Кара-Коба, як центр сільради (з населенням 94 особи). 16 жовтня 1923 року рішенням Севастопольського окружкому Чоргунський район було ліквідовано, створено Севастопольський район.
Згідно зі Списком населених пунктів Кримської АРСР по Всесоюзному перепису 17 грудня 1926 року, в селі Кара-Коба, Шульської сільради Севастопольського району, налічувалося 14 дворів, всі селянські, населення становило 54 особи, з них 27 росіян, 26 українців та 1 німець.
Надалі в доступних джерелах Кара-Коба не зустрічається — на картах 1941 і 1942 років її вже немає.